# Молодые любовники (фильм, 1954)
«Молодые любовники» (англ.: The Young Lovers) — британский фильм 1954 года режиссера Энтони Асквита.
Лауреат премии BAFTA 1955 года в категории «За лучший сценарий».

## Сюжет
Тед Хатченс, эксперт по шифрам работающий на разведку в американском посольстве в Лондоне на вечере в Ковент-Гардене на постановке Королевским балетом балета «Лебединое озеро». знакомится с молодой женщиной по имени Анна. Они сразу же влюбляются друг в друга. Проблема в том, что Анна — дочь советского посла в Англии. Они находятся по разные стороны Железного занавеса. Обоим ясно, что их отношения не могут продолжаться, их передвижения постоянно контролируются подразделениями наблюдения с обеих сторон. Однако, они продолжают встречаться тайно, пытаясь перехитрить как американскую, так и советскую службы наблюдения. Пара решает, что их любовь сильнее требований политической необходимости и они вместе совершают побег через бурный Ла-Манш. Финал фильма остаётся открытым, без каких-либо указаний на то, удастся им это или нет.

## В ролях
- Одиль Версуа — Анна
- Дэвид Кнайт — Тед Хатченс
- Джозеф Томелти — Моффатт
- Дэвид Коссофф — Геза Себек
- Теодор Бикель — Джозеф
- Пол Карпентер — Грег Пирсон
- Питер Илинг — доктор Вэйсброд
- Джон МакЛарен — полковник Маргетсон
- Бернард Ребел — Стефан
- Джилл Адамс — Джуди
- Бэтти Мардстен — миссис Форестер
- Питер Динели — Реган
- Дора Брайан — телефонистка
- Джоан Симс — телефонистка
- Сэм Кидд — водитель